# Naissance en 1286
Naissance
- 1282
- 1283
- 1284
- 1285
- 1286
- 1287
- 1288
- 1289
- 1290

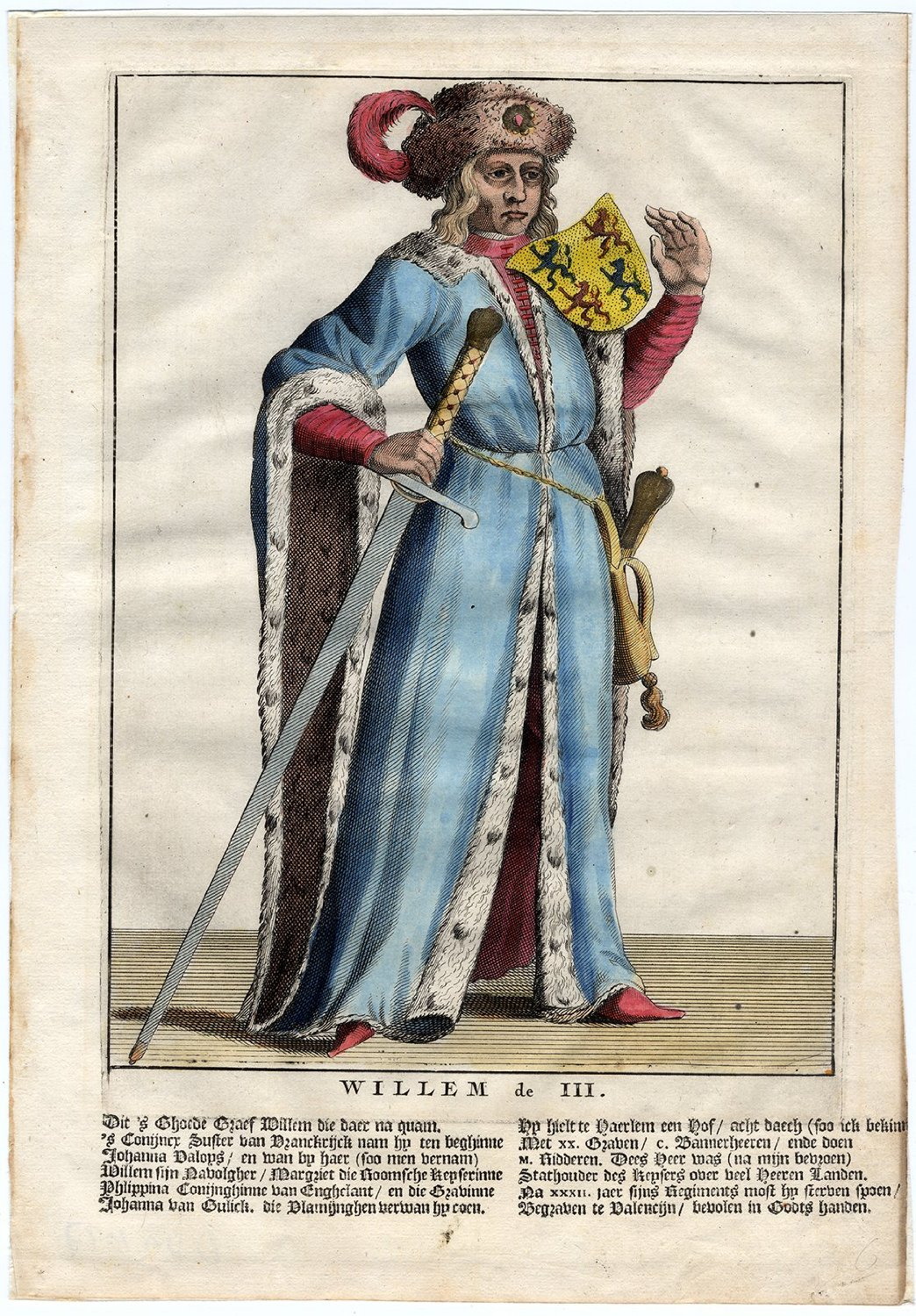
Guillaume Ier de Hainaut, né vers 1286.

Cette page dresse une liste de personnalités nées au cours de l'année 1286 :
- 2 février : Jeanne de Geneville, connue aussi sous le nom de Jeanne de Joinville, baronne Geneville, comtesse de March, baronne Mortimer.
- 8 mars : Jean III de Bretagne dit « Jean III le Bon », duc de Bretagne.
- 18 septembre : Princesse Shōshi, kōgō (impératrice consort du Japon).

- Agnès de Savoie, comtesse de Genève.
- Guy d'Ibelin, sénéchal du royaume de Chypre.
- Jean Paléologue, despote byzantin.
- Kalonymus ben Kalonymus ben Meir, rabbin provençal, philosophe et traducteur.
- Hōjō Mototoki,  treizième shikken (régent) du shogunat de Kamakura et dirigeant du Japon.

date incertaine (vers 1286)
- Guillaume Ier de Hainaut, comte de Hainaut, comte de Hollande (sous le nom de Guillaume III) et de Zélande.
- Domenico Serra, cardinal français, membre de l'ordre de Notre-Dame-de-la-Merci   (mercédaires).

## Crédit d'auteurs
- Cet article est partiellement ou en totalité issu de l'article intitulé « 1286 » (voir la liste des auteurs).